# كأس السلطان 2021–22
كأس السلطان المعظم 2021–22 هو النسخة التاسعة والأربعون من كأس السلطان المعظم منذ إنشائها في عام 1971، انتهت المسابقة بتحقيق نادي السيب لقب البطولة للمرة الرابعة في تاريخه، بعد تغلبه على نادي الرستاق في المباراة النهائية.
وصل نادي السيب إلى نهائي كأس السلطان الثامن في تاريخه بعدما تغلب على نادي النصر في نصف نهائي البطولة، ليواجه نادي الرستاق الطرف الثاني في نهائي بطولة السلطان بعدما تغلب على نادي ظفار بهدفين دون رد في مجمع الرستاق الرياضي، ويتأهل للمرة الأولى في تاريخه للمباراة النهائية التي أقيمت على مجمع السلطان قابوس الرياضي.

## الفرق المشاركة
شارك في هذا الموسم 32 نادي ، 14 من أندية دوري عمانتل و 18 من أندية الدرجة الأولى.
| الدوري        | النادي |
| ------------- | --- |
| دوري عمانتل   | - نادي السيب - نادي الرستاق - نادي ظفار - نادي النصر - نادي النهضة - نادي المصنعة - نادي صحار - نادي عمان - نادي السويق - نادي الاتحاد - نادي بهلا - نادي مسقط - نادي نزوى - نادي صحم                                                                                      |
| الدرجة الاولى | - نادي قريات - نادي جعلان - نادي الاتفاق - نادي الكامل و الوافي - نادي فنجاء - نادي صلالة - نادي سمائل - نادي المضيبي - نادي مجيس - نادي بوشر - نادي العروبة - نادي البشائر - نادي عمان - نادي مصيرة - نادي عبري - نادي الشباب - نادي صور - نادي أهلي سداب - نادي الخابورة |

## المربع الذهبي

### ذهاب نصف النهائي[3][4]
| الاحد 20 فبراير 2022 1 | نادي ظفار                           | 2 - 1 | نادي الرستاق                                                | صلالة                                     |
| 05:45 م                | محمد خادم 45' · عمر المالكي 47' 54' |       | 70' حاتم الروشدي · 70' جونيور نجيدي · 81' عبدالرحمن الغساني | الملعب: استاد السعادة الحكم: عمر اليعقوبي |

| الاثنين 21 فبراير 2022 2 | نادي النصر                  | 0 - 0 | نادي السيب                      | صلالة                                        |
| 05:45 م                  | انور مبارك 73' فهد عادل 75' |       | 62' خالد البريكي 71' محمد رمضان | الملعب: استاد السعادة الحكم: يعقوب عبدالباقي |

### إياب نصف النهائي[5][6]
| الاربعاء 2 مارس 2022 3 | نادي الرستاق                                               | 2 - 0 | نادي ظفار | الرستاق                                             |
| 05:30 م                | حاتم الروشدي 21' · عبس الهشامي 77' · عبدالرحمن الغساني 81' |       |           | الملعب: مجمع الرستاق الرياضي الحكم: l محمود المجرفي |

| الخميس 3 مارس 2022 4 | نادي السيب              | 1 - 0 | نادي النصر        | السيب                                     |
| 05:30 م              | عبدالعزيز المقبالي 117' |       | 90' نصيب الغيلاني | الملعب: استاد السيب الحكم: l قاسم الحاتمي |

### النهائي[7]
| الخميس 17 مارس 2022 5 | نادي الرستاق                                                                    | 0 - 2 | نادي السيب                                                                                        | مسقط |
| 05:30 م               | محمد الغافري 27' فيصل البلوشي 31' عبس الهشامي 43' ياسين الشيادي 80' عبس الهشامي |       | 29' خالد البريكي · 42' عبدالعزيز المقبالي · 87' محسن الغساني · 89' حميد ميدو · 92+2' أمجد الحارثي | الملعب: مجمع السلطان قابوس الرياضي الحكم: l أحمد الكاف الحكام المساعدون: l أبوبكر العمري l حمد الغافري الحكم الرابع: l محمود العثماني |

## أفضل الهدافين
| م | اللاعب              | الفريق       | الأهداف | ر.ج |
| - | ------------------- | ------------ | ------- | --- |
| 1 | عمر المالكي         | نادي ظفار    | 6       | 3   |
| 2 | عبد العزيز المقبالي | نادي السيب   | 5       | 0   |
| 3 | محسن الغساني        | نادي السيب   | 4       | 0   |
| 3 | عبد الرحمن الغساني  | نادي الرستاق | 4       | 0   |
| 5 | فادي بيكو           | نادي قريات   | 3       | 1   |
| 5 | سامي الحسني         | نادي النهضة  | 3       | 0   |
| 5 | محمد الغافري        | نادي الرستاق | 3       | 0   |
| 8 | أمجد الحارثي        | نادي السيب   | 2       | 0   |
| 8 | أحمد المحيجري       | نادي السويق  | 2       | 0   |
| 8 | عصام الصبحي         | نادي السويق  | 2       | 0   |
| 8 | خالد العلوي         | نادي العروبة | 2       | 0   |